# Donald Steel
Donald Maclennan Arklay Steel (Hillingdon, 23 augustus 1937) is een voormalig Engelse amateurgolfer, golfbaanarchitect en golfjournalist.
Steel is de enige man die betrokken is geweest bij het ontwerp van alle banen waarop het Brits Open ooit is gespeeld: Prestwick, Musselburgh, St Andrews, Muirfield, Sandwich, Hoylake, Deal, Troon, Lytham & St Annes, Prince's, Carnoustie, Portrush, Birkdale en Turnberry.
Hij was partner in Cotton (CK), Pennink, Lawrie, Steel & Partners, van 1969 - 1987. Daarna ging hij verder als Donald Steel & Co Ltd totdat hij in 2005 geheel zelfstandig werkte.

## Banen in Nederland
Donald Steel heeft leer dan 70 banen, verspreid over de wereld, aangelegd. Op zes banen die door hem ontworpen of aangepast zijn, werden toernooien van de Europese PGA Tour of de Ladies Tour gespeeld.
In Nederland heeft Steel de volgende banen ontworpen:
| Jaar | Baan                                  | Holes                     |
| ---- | ------------------------------------- | ------------------------- |
| 1994 | Golfclub Efteling                     | 18 holes                  |
| 1994 | Goese Golf Club                       | 18 holes                  |
| 1970 | Drentse Golfclub De Gelpenberg        | uitbreiding naar 18 holes |
| 1986 | Golfclub Havelte                      | 18 holes                  |
| 1985 | Golfclub De Hoge Kleij                | 18 holes                  |
|      | Golf & Country Club Lauswolt          | uitbreiding naar 18 holes |
|      | Noord-Nederlandse Golf & Country Club | uitbreiding naar 18 holes |
| 1987 | Rijswijkse Golfclub                   | 18 holes                  |
|      | Sallandsche Golfclub 'de Hoek'        | 9 holes                   |
| 1986 | Golf & Country Club Winterswijk       | 18 holes                  |